# Franklin Templeton Investments

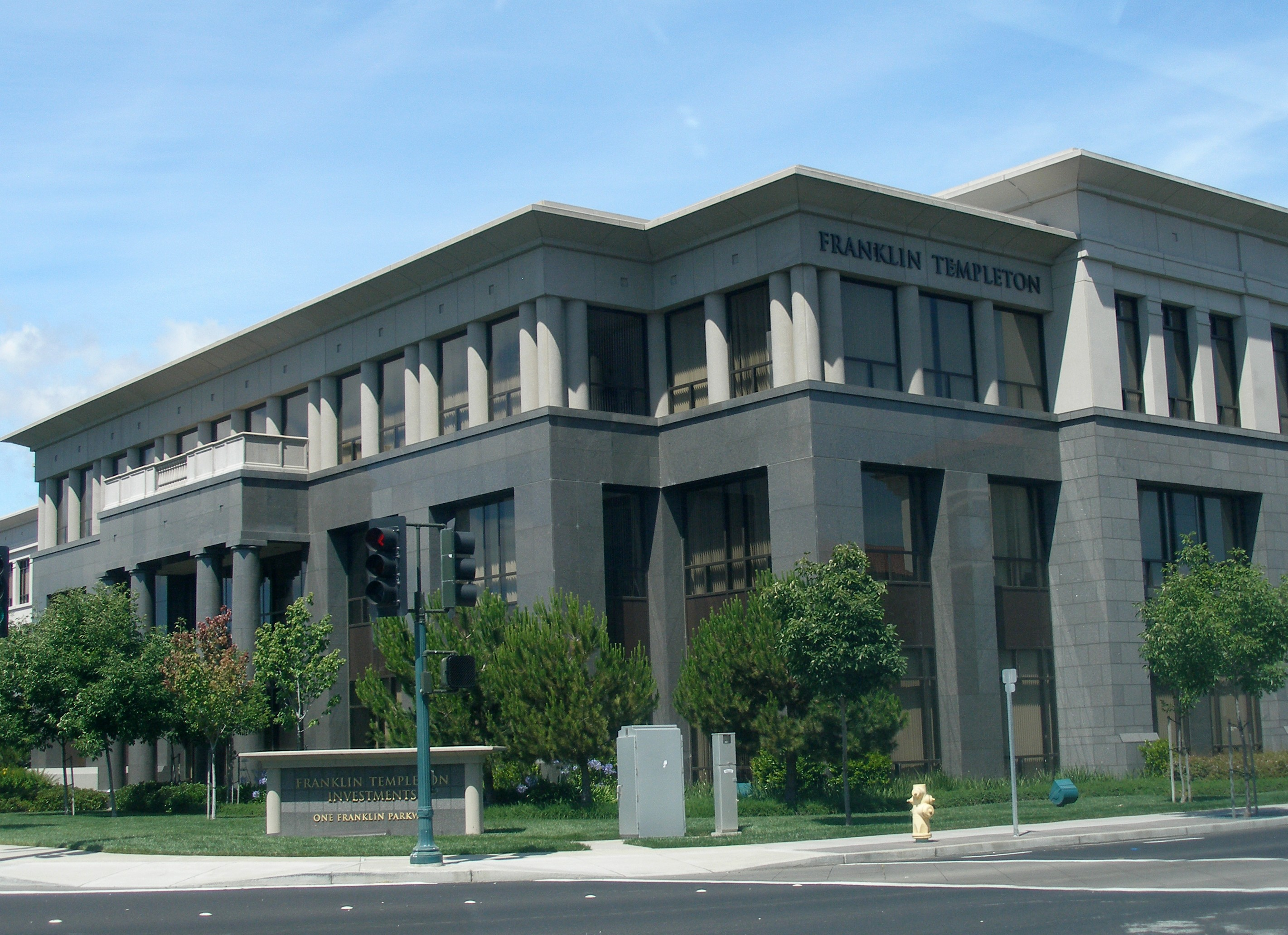
Sede de la compañía Franklin Templeton en San Mateo (California).

Franklin Templeton Investments, Inc. es una compañía de inversiones estadounidense. Fundada en Nueva York en 1947, cotiza en la Bolsa de Nueva York (ticker BEN) desde 1971. Fue creada por Rupert H. Johnson y en 1973 cambió su sede a San Mateo (California). Franklin Templeton Investments es uno  de los grupos de administración de capital riesgo más grandes del mundo, con unos fondos de más de $850.000 millones bajo administración (AUM), que incluyen capital privado, profesional e inversores institucionales. Hoy, Franklin Templeton cuenta con oficinas en 35 países y clientes en más de 150. En 2013, Charles B. Johnson se retiraría como presidente y Greg Johnson sería nombrado nuevo presidente y CEO de la empresa.

## Historia
La compañía fue fundada en 1947 en Nueva York por Rupert H. Johnson como una empresa de corretaje minorista de Wall Street. El nombre originario de la compañía, Benjamin Franklin Management, procede de la admiración del fundador por la figura del presidente Benjamin Franklin. La primera línea de la compañía fue la de fondos mutualistas. En 1957, tras la jubilación de Rupert H. Johnson, toma las riendas del negocio su hijo, Charles B. Johnson, con apenas 24 años. De ser una empresa de apenas un puñado de empleados, pasa a controlar fondos por un valor de $2,5 millones. Hacia 1960, la compañía crecía despacio. En 1965, Rupert Johnson, Jr., el hermano de Charles, se unió a la compañía. Benjamin Franklin salió a Bolsa en 1971, lo que le dio el equipo y el capital necesario para crecer empresarialmente. 
En 1973, la compañía adquirió Winfield & Company, en la localidad de San Mateo, empresa de inversión con sede en California. Las oficinas centrales del fondo se trasladaron a California y ambas empresas superaban los $ 250 millones de capital bajo administración y aproximadamente 60 empleados. Hacia 1980, el capital bajo administración de la compañía crecía cada año. El stock de la compañía empezó comerciar en la Bolsa de Nueva York en 1986 bajo el ticker "BEN". En el mismo año, la compañía abrió su primera oficina exterior en Taiwán. En 1988, Franklin adquirió L.F. Rothschild, compañía de administración de fondos. Los fondos administrados, que apenas superaban los $ 2.000 millones en 1982, eran más de $ 40.000 millones en 1989.
En octubre de 1992, Franklin adquirió Templeton, Galbraith & Hansberger Ltd. por un coste de $ 913 millones, cambiando el nombre común al de Franklin Templeton Investments, Inc. John Templeton, fundador del pionero fondo mutualista John Templeton, junto con su hijo John Templeton Jr. y John Galbraith poseían más del 70% de la empresa.
En noviembre de 1996, Heine Securities Corporation, conocida mutua de fondos, se fusiona con el grupo Franklin Templeton. En octubre de 2000, Franklin adquirió Bissett Founds para aumentar su presencia en Canadá. Bissett será una marca clave de Franklin Templeton en el mercado canadiense. The Fiduciary Trust Company fue adquirida por Franklin Templeton en abril de 2001. La compañía, con más de 650 empleados en una oficina del World Trade Center de Nueva York, durante los atentados del 11 de septiembre  sufrió la pérdida de 87 empleados en el derrumbamiento. Ann Tatlock, CEO de Fiduciary Trust Company, estaba en ese momento en Omaha en negociaciones con Warren Buffett.
A 31 de julio de 2008, Franklin Resources, Inc. manejaba unos fondos de $ 570.000 millones en inversiones totales en todo el mundo. En abril de 2007, Franklin Resources ocupaba el puesto 445.º en la lista de la revista Fortune 500, y el 7.º entre las compañías de capital riesgo.

## Fondos mutualistas
Franklin Templeton Investments cuenta con más de 200 fondos de inversión. Entre los fondos más importantes de la compañía, destacamos el Templeton Growth Fund, Inc. (abierto en 1954, 29.500 millones de dólares), el Mutual Shares fund (abierto en 1949, 7.900 millones de dólares), el Mutual Discovery Fund (abierto en 1992, 7.600 millones de dólares) y el Templeton Growth (Euro) Fund A (acc) (6.100 millones de dólares). El  Franklin Income Fund (FKINX, 33.600 millones de dólares) es un fondo mutualista que Morningstar cataloga con categoría de asignación conservadora y caja de valor grande. El fondo fue creado en 1948 y ha pagado ininterrumpidamente dividendos durante 60 años. El Franklin Income Fund está formado principalmente de stocks y vínculos que pagan dividendo (2%).

## Cronología reciente
- 2016. En junio, Franklin Mutual vendió el 4,7% de Euskaltel, por un importe de 61,7 millones de euros.[13]

## Polémicas
En 2004, Franklin Templeton pagó multas al Estado de California, a la Commonwealth de Massachusetts y a la U.S. Securities and Exchange Commission para resolver varios asuntos con respecto a prácticas indebidas. El plan para devolver un monto aproximado de $50 millones de dólares fue completado en septiembre de 2006, y todas las cantidades estaban satisfechas en diciembre de 2008.